# Phylica sericea
Phylica sericea är en brakvedsväxtart som beskrevs av Neville Stuart Pillans. Phylica sericea ingår i släktet Phylica och familjen brakvedsväxter. Inga underarter finns listade i Catalogue of Life.